# Malvern (Arkansas)
Malvern város az USA Arkansas államában, Hot Spring megyében, melynek megyeszékhelye is. Lakosainak száma 10 867 fő (2020. április 1.).

## Népesség
A település népességének változása:
| Lakosok száma | 1520 | 9021 | 10 318 | 10 867 |
|               | 1890 | 2000 | 2010   | 2020   |